# ザ・フラッツ

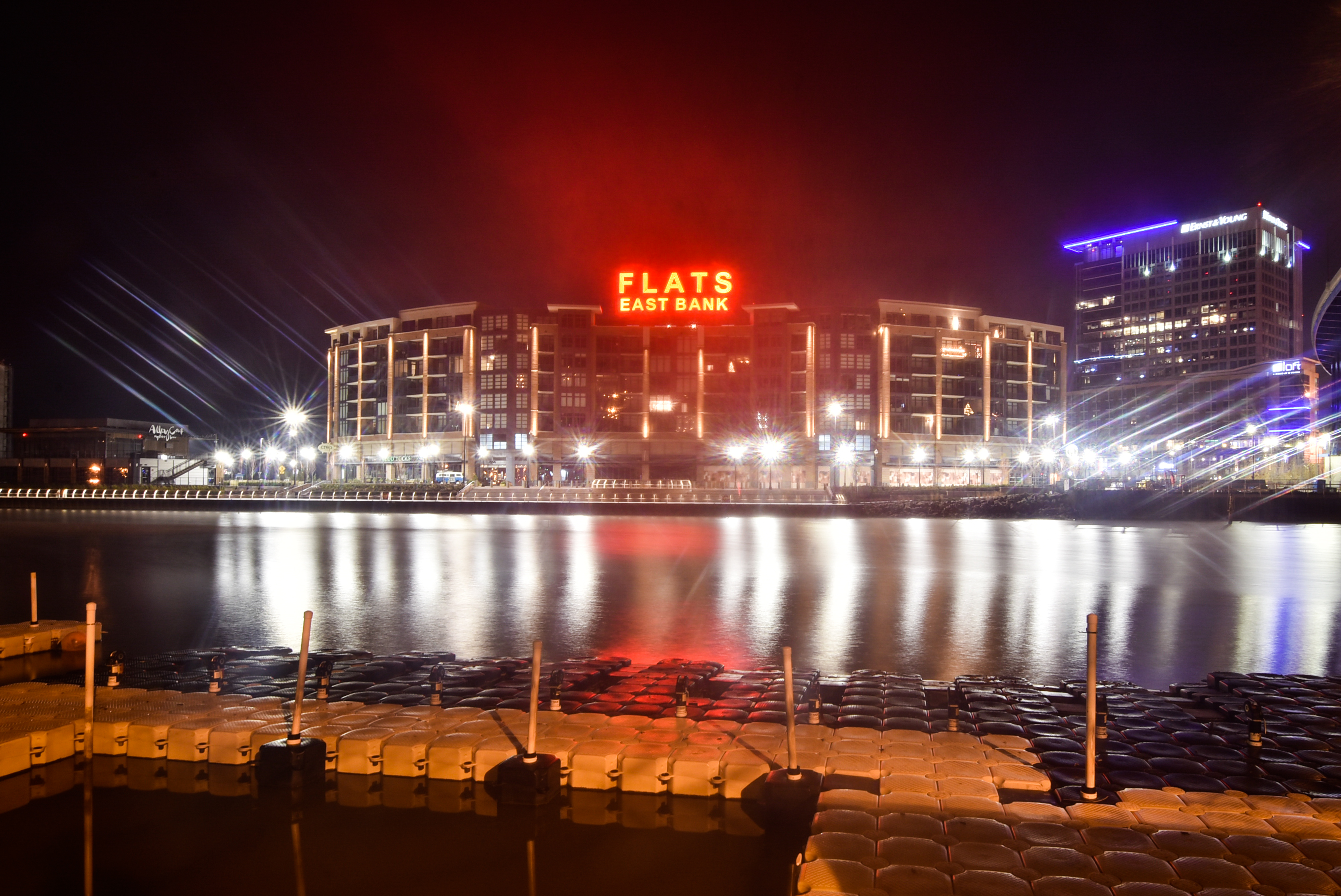
夜のザ・フラッツ

ザ・フラッツ（The Flats）は、アメリカ合衆国オハイオ州のクリーブランド市の地区。ダウンタウン西側のカヤホガ川河口にありエリー湖に面している。

## 概要
かつては工業地帯であったが、1980年代中盤以降の都市再開発で集合住宅や倉庫を改造したナイトクラブが建ち並ぶ歓楽街へと姿を変えた。しかし2000年に溺死事故が相次ぎ、火事や法令違反などもあっての多くの店舗が閉鎖・移転し、空洞化が進んだ。

## 歴史

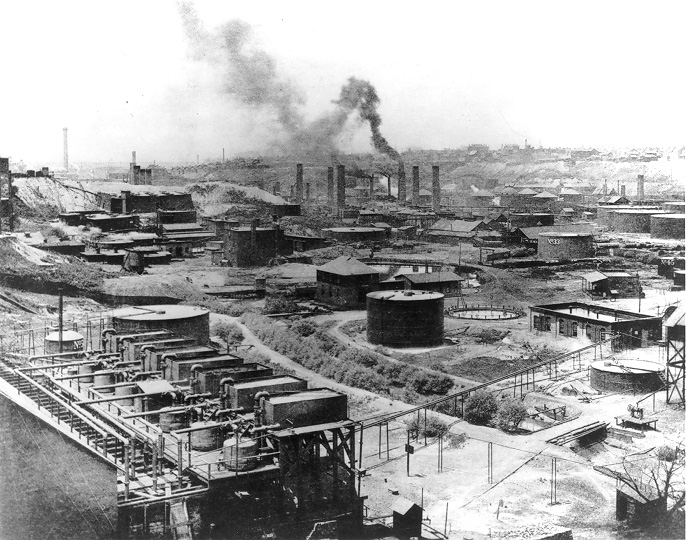
スタンダードオイルの製油所

元々は湿地で居住に適していなかったため、貧しいアイルランド移民が住むスラムがあった。1860年頃から湿地を埋め立て製鉄所や製油所が建設された。特にスタンダードオイルの製油所は全米一の規模を誇った巨大施設であり、工業都市クリーブランドの象徴だった 。しかし、第二次世界大戦後の産業構造の変化や安価な輸入品との競合により大半の工場は閉鎖に追い込まれた。